# Rana newera-ellia
Espèce
"Rana" newera-ellia est une espèce d'amphibiens de la famille des Ranidae dont la position taxonomique est incertaine (incertae sedis).

## Répartition
Cette espèce a été découverte au Sri Lanka.

## Publication originale
- Kelaart, 1853 : Part IV. Ceylon Amphibia, Prodromus Faunae Zeylanicae, Being Contributions to the Zoology of Ceylon, Colombo, Sri Lanka, vol. 1, p. 189-197.